# Fantomen
För andra betydelser, se Fantomen (olika betydelser).
Fantomen (engelska: The Phantom) är en tecknad serie skapad 1936 av Lee Falk. Titelfiguren är en maskerad brottsbekämpare som bor i det fiktiva afrikanska landet Bengali, där benämnd som "Den vandrande vålnaden" och sedd som odödlig – vilket dock har sin förklaring i att fantomenrollen gått i arv från far till son ända sedan 1500-talet.
Då Falk skapade Fantomen inspirerades han av olika myter och legender som exempelvis Kung Artur och El Cid men också av fiktiva personer som Tarzan, Mowgli och Zorro. Då det redan fanns andra fiktiva personer med liknande namn (till exempel Fantomen på Operan) funderade Falk på att döpa karaktären till Gray Ghost ("Gråa Spöket" eller "Gråa Vålnaden") men han föredrog till sist ändå det enkla "Fantomen".
Fantomen gjorde premiär på de amerikanska dagstidningarnas seriesidor den 17 februari 1936; detta som en av de första superhjältarna som skapades då serien hade premiär före såväl Stålmannen som Spider-Man och Batman. Fantomen var inte den första seriehjälten som bar trikåer, men han var den första som bar den åtsittande dräkt (enligt Falk inspirerad av de tighta kläder Robin Hood ofta bar på film) som blev ett kännetecken för serietidningssuperhjältar. Han var också den första som bar en mask utan synbara pupiller, något som också blev vanligt för andra tecknade hjältar.
Sedan 1960-talet har det funnits en livaktig licensproduktion av serien på svenska som även gått på export till bland annat övriga Norden, Australien, Brasilien, Spanien och Indien. Sedan Lee Falks frånfälle har även den amerikanska dagspresserien styrts från Skandinavien. Serien Fantomen publiceras dels i längre avsnitt i tidningar, på svenska i tidningen Fantomen samt i strippformat.
I svensk dagspress har serien även gått under namnet Dragos. Enligt en förklaring berodde detta på förväxling med Mandrakes danska namn. Enligt en annan förklaring var det istället ett sätt att lura censuren i det vid tiden tyskockuperade Norge.

## Dagspress-serien

### Bakgrund
Efter att ha rönt stora framgångar med sin serie Mandrake gavs Lee Falk möjlighet att utveckla ännu en serie för King Features Syndicate. Han hade en idé om en riddarserie som skulle utspela sig på kung Arturs tid, men denna refuserades (en liknande idé utvecklades istället av Hal Foster när han skapade "Prins Valiant"). Falk fick fundera vidare och presenterade slutligen sin nya idé The Phantom, om en maskerad hämnare som sprider skräck bland bovar, med dödskallen som symbol.
Mystiska, maskerade hämnare hade förekommit inom populärkulturen tidigare men Fantomen blev den första serien i sitt slag när den debuterade 1936. Serien tecknades under de första veckorna av Lee Falk själv men togs snabbt över av Ray Moore som tidigare jobbat som assistent på Mandrake. Under Moores första tid gjorde Falk layoutskisser för varje stripp, men han lämnade snart över bildskapandet helt och hållet till tecknaren.
Den första episoden, betitlad "The Singh Brotherhood" (svenska: "Singhpiraterna"), löpte under drygt 10 månader, och det märks tydligt att Falk vidareutvecklade sitt koncept under arbetets gång. Tidigt möter man en playboyaktig typ vid namn Jimmy Wells som förgäves försöker vinna Diana Palmers hjärta. Från början var det tänkt att Wells skulle vara Fantomens hemliga identitet (ungefär som det senare blev i Batman), men Falk ändrade sig plötsligt. Han bestämde sig istället för att Fantomen skulle vara den senaste i en lång rad av maskerade brottsbekämpare som härstammade från en ensam överlevande efter ett piratöverfall. Även Fantomens hem Dödskallegrottan i De Djupa Skogarna introducerades i den första episoden.
Detaljer som Fantomenättens ursprungliga namn, tidpunkten för överfallet, placeringen av de djupa skogarna på världskartan med mera bearbetades och ändrades konstant av Falk. I det allra första äventyret är det ett överfall av Singhpirater år 1525 utanför ön Luntok och där endast kapten Christopher Standish överlever som blir starten på Fantomenmyten. Årtalet för överfallet fastställdes senare av Falk till 1536 (exakt 400 år innan serien började publiceras) och placeringen av Fantomens hemland Bengali till en fiktiv del av Afrika med tydliga asiatiska influenser. 
I civila sammanhang använder sig senare fantomer av pseudonymen 'Mr Walker', och i Falks äventyr antyds det att detta namn är taget från epitetet "The Ghost Who Walks" (på svenska "Den vandrande vålnaden") och inte ättens ursprungliga namn. Den version av namnet som svenskar betraktar som "rätt" är präglad av hur Falks äventyr redigerades för publicering i den svenska Fantomentidningen. Här är Fantomens civila namn Christopher "Kit" Walker. Bengalis placering är fast rotad till Afrikas östkust och kallas fortfarande "Bengali" i den svenska Fantomentidningen trots ett namnbyte till "Bangalla" i den amerikanska versionen.

### Publicering och färgläggning
Serien blev en stor framgång och en söndagsversion påbörjades 28 maj 1939. Till skillnad från många andra äventyrsserier löpte separata äventyr i dags- och söndagsversionen av Fantomen.
Det var när den första söndagssidan skulle publiceras som Fantomens dräkt kom att få färg. Falk hade redan 1936 tänkt sig att Fantomens dräkt skulle ha en gråaktig färg (han hade till och med övervägt att ge serien namnet The Grey Ghost). Falk fortsatte att referera till Fantomen som "gråklädd" i dialogen ända till 1950-talet. På söndagssidorna färgades dock dräkten i stället lila. 
Dräktens färg skiljer sig betydligt mellan olika länder. I Italien hade Fantomen redan publicerats i färg innan den amerikanska söndagsversionen debuterade och man valde därför att färga dräkten röd med grön gördelbyxa, orangea ben och gula handskar. I Sverige var Fantomen först ljusblå innan han från 1950 färgades mörkblå. I Norge färgades dräkten lila och i Nya Zeeland gul och blå.

### Olika tecknare
Under 1940-talet kom Moores assistent Wilson McCoy att ta över serien mer och mer. När Moore ryckte in i det militära var det McCoy som själv stod för allt teckningsarbete. Moore återvände sporadiskt till serien, men sedan 1948 var McCoy ensam ansvarig tecknare.
Under kriget tog även Lee Falk värvning. Det finns uppgifter om att serien under denna tid helt eller delvis skrevs av Alfred Bester.
Wilson McCoy dog på sin post 1961, och tecknandet togs över tillfälligt av Carmine Infantino och – inte minst – Bill Lignante. En fast ersättare hittades sedan i Sy Barry som sedan kom att vara serien trogen ända till 1994.
Under Barrys tid som huvudtecknare passade Falk på att modernisera serien på ett sätt som inte skulle ha passat till McCoys naivare stil. Landet Bengali blev självständigt och fler starka afrikanska bifigurer introducerades (till exempel president Luaga och Djungelpatrullens överste Worubu). Barrys stil blev kännetecknet för den moderna Fantomen. Som brukligt är omgav sig Barry av en mängd assistenter som hjälpte till att producera serien dag för dag i över 30 års tid. Bland dessa kan nämnas Bob Forgione, Joe Giella, Don Heck, Andre LeBlanc och George Olesen. 
När Barry pensionerade sig fortsatte Olesen att skissa serien, något han gjort från och till ända sedan 1960-talet. På dagsversionen tog Keith Williams över som tuschare. Söndagsversionen tuschades under knappt ett år av Eric Doescher, och 1995 tog veteranen Fred Fredericks över dennes jobb med tuschpenseln.
I och med Lee Falks död 1999 kom den svenska Fantomenredaktionen att bli inblandad i produktionen av dagspressäventyren. Team Fantomens författare Tony De Paul och Claes Reimerthi började då skriva manus till dags- respektive söndagsversionen. I dagsläget är De Paul ensam författare för den amerikanska dagstidningsversionen och har – efter många år – fått sitt namn inkluderat i seriens byline.
År 2000 ville George Olesen trappa ner och lämnade då söndagsserien. Ny tecknare blev Fantomenfantasten Graham Nolan som hade gjort en del Fantomenrelaterade saker tidigare, bland annat omslag för den svenska Fantomentidningen. När Olesen även slutade på dagsserien 2005 blev ersättaren även här en Team Fantomen-medlem – Paul Ryan, rutinerad superhjältetecknare som började teckna för Fantomen 2001 och varit väldigt populär bland de svenska läsarna.

## Licensproducerade serier
Utöver dagspresserien har det sedan 1950-talet producerats serier direkt för serietidningsmarknaden. Utöver USA har framför allt Sverige, Italien, Tyskland och Brasilien haft en rik produktion.
Den svenska licensproduktionen kom igång på allvar under 1970-talet och leddes till och med 2012 av Ulf Granberg. Allt sedan slutet av sjuttiotalet har merparten av Fantomenserierna i den svenska Fantomentidningen kommit från den svenska produktionen, kallad "Team Fantomen", och dessa serieskapare – bland andra Claes Reimerthi, Norman Worker, Donne Avenell, Kari Leppänen och Hans Lindahl – har därmed kommit att forma svenska läsares bild av serien, i lika stor utsträckning som Lee Falk.

## Fantomen och hans värld

### Bengali
Fantomens hemland Bengali är en före detta brittisk koloni. Den placeras oftast på Afrikas östkust, men innehåller även tydliga asiatiska influenser (tigrar, maharadjor, asiatiska pirater med mera). Seriens skapare Lee Falk berättade i intervjuer att han helst såg Bengali som en ö någonstans mellan Afrika och Asien. Detaljer om landet har vidareutvecklats i äventyr av både Falk och Team Fantomen. Bengali/Bangalla, landet bytte på engelska namn till Bangalla i början av 1970-talet, troligen för att namnet inte skulle förväxlas med den indiska regionen Bengalen. Landets huvudstad bytte samtidigt namn från Morristown till Mawitaan. I den svenska Fantomen-tidningen har man dock valt att behålla de ursprungliga namnen. De nya namnen syns dock i de svenska dagstidningar som publicerar serien.

#### Bengalis historia
Huvudstaden kallades Moribar på den förste Fantomens tid och bytte sedan till Morristown någon gång efter 1831 när landet var en brittisk koloni. Landet tycks ha varit koloni tidigt på 1800-talet och kan således ha blivit det någon gång efter att Nyapurah föll sönder efter kejsar Joonkars död 1710. Landet styrdes sedan av en brittisk guvernör fram till dess att det blev självständigt under 1900-talet. Den demokratiska republiken Bengali bildades på fredlig väg, men strax efter det första presidentvalet utbröt ett inbördeskrig. Den demokratiskt valde presidenten Lamanda Luaga störtades av general Bababu som hade kontroll över militären, men hans kupp stoppades av Fantomen. Sedan dess har president Luaga varit utsatt för ett flertal kuppförsök samt förlorat makten i val mot Kigali Lubanga, men har ofta kunnat förlita sig på hjälp från sin nära vän Fantomen. För närvarande har Luaga avgått och vicepresidenten har mördats.

#### Bengalis geografi
I Bengali finns djungel, bergsområden och savann och omfattar miljöer som De Djupa Skogarna med Dödskallegrottan. Övriga stora städer i Bengali utöver huvudstaden Morristown är Bengalitown, Sanloi och Spyglass. Dessa ligger vid kusten, och inlandet befolkas främst av stammar i mer eller mindre stora byar som till exempel Wambesi, Mori, Llongo och de fruktade pygméerna: Bandarerna. De största och mest kända stammarna är Wambesi, Llongo, Mori och Bandarerna. Bengali gränsar till länderna Farilana (även känt som Ivory-Lana) och Rhodia, samt ett flertal mer eller mindre självständiga bergsfurstendömen. Mest känt av dessa är Baronkhan där Fantomens adoptivson Rex är furste. Många av Bengalis grannländer är diktaturer, däribland Rhodia.

## Fantomen i olika länder

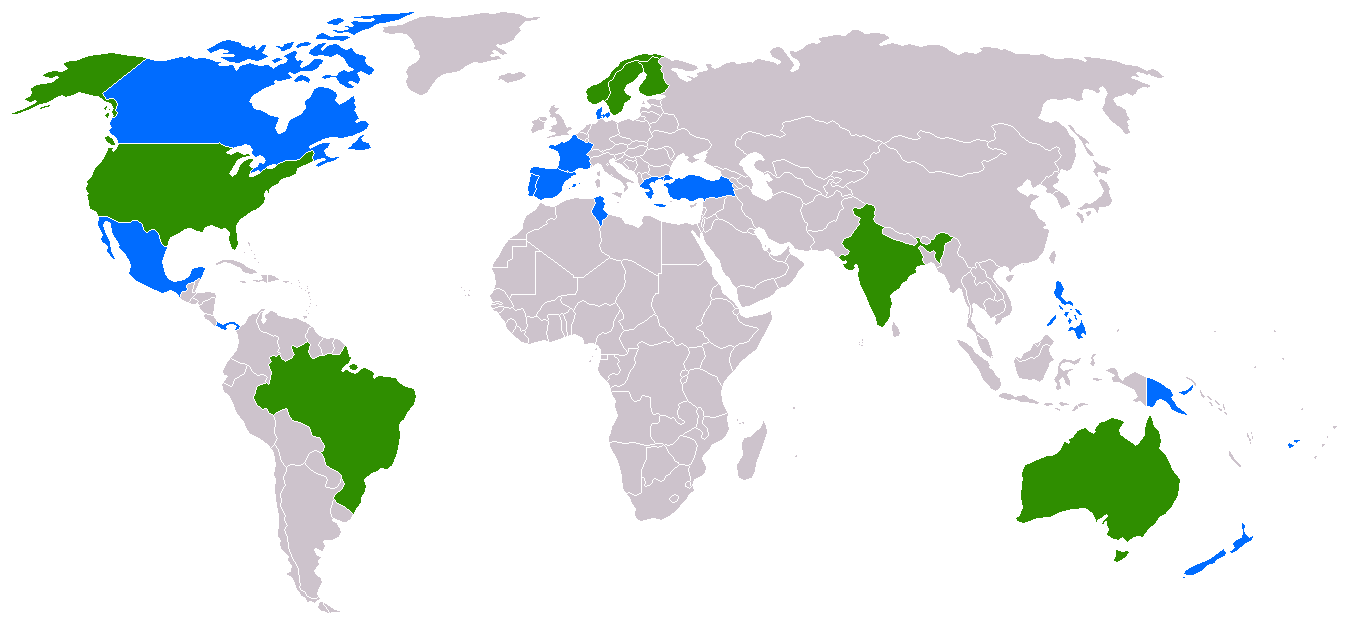
Karta över länder som har givit ut Fantomen 2005. Gröna länder har fasta Fantomen-publikationer, blå länder ger ut Fantomen som dagspresserier och/eller söndagssidor.

### Australien
Frew Publications i Australien har gjort fyra egna Fantomenäventyr på 1990-talet. Samtliga är skrivna av Jim Shepherd, tre tecknade av Keith Chatto och ett av Glenn Ford. 
Därutöver finns tre specialutgåvor producerade av olika myndigheter med "public service"-innehåll riktade mot aboriginer.

### Brasilien
Förlaget RGE (Rio Gráfica e Editora) i Brasilien producerade under 1970-talet ett antal Fantomenäventyr för den brasilianska marknaden.

### Italien
Äran för att ha publicerat det allra första Fantomenäventyret producerat för en serietidning tillfaller Italien och förlaget La Freccia. Året var 1962, och tecknaren hette Massimo Liorni. Strax därefter bytte tidningen L'Uomo Mascherato förlag till Fratelli Spada, som blivit mest förknippad med produktionen av italienska Fantomenäventyr. Bland de mest kända tecknarna hos Fratelli Spada kan nämnas Germano Ferri, Felmang, Usam (som alla har tecknat Fantomen även för den svenska tidningen), Guido Buzzelli, Senio Pratesi och Alberto Giolitti.
Av de äventyr som inte skrevs av tecknarna själva stod Giovanni Fiorentini för de flesta manusen. Totalt producerades nästan 400 Fantomenäventyr av Fratelli Spada under ungefär tio års tid. Ett drygt 80-tal av dessa har översatts till svenska, men har då varit omredigerade till näst intill oigenkännlighet.
Faktum är att serietidningsäventyr med Fantomen producerats i Italien ända sedan tiden för andra världskriget, då amerikanska serier var förbjudna. Det rör sig dock om olagligt producerade äventyr, skrivna av bland andra Federico Fellini och tecknade av Roberto Lemmi.

### Sverige
Fantomen började 1940 publiceras i Vecko-Revyn, då klädd i en grågrön dräkt. 1942 började Fantomen publiceras i Svenska Dagbladet under namnet Dragos, ett namn som höll i sig i tidningen fram till 1980. I  Norra Västerbotten hette serien Dragos en bit in på 2000-talet.
År 1944 publicerades det första julalbumet med Fantomen, och 1950 startade utgivningen av tidskriften Fantomen. Tidningens upplaga gick uppåt och i slutet av 1970-talet hade tidningen 160 000 exemplar per nummer. 2004 pendlade upplagan mellan 35 000 och 40 000 exemplar. Utöver titelserien har en stor mängd övriga serier publicerats i Fantomentidningen; bland långkörarna märks de importerade Hopalong Cassidy, King vid Gränspolisen, Johnny Hazard, Mandrake, Rick O'Shay, Blueberry och Thorgal, samt svenska serier som Texas Jim, Mystiska 2:an, Bacon & Egg, Johan Vilde, Herman Hedning, Achilles Wiggen, med flera.
Tidningen ges parallellt ut i Norge (Fantomet) och tidigare även i Finland (Mustanaamio) och Danmark (Fantomet).
Åren 1993–2010 publicerades systertidningen Fantomen Krönika, med glesare utgivning, tjockare utgåvor och enbart Fantomenserier. Från 1972 till 1985 publicerades pocketböcker med Fantomenserier. Under 1996 gavs jubileumstidningen Den vandrande vålnaden ut i nio nummer för att fira seriens 60-årsjubileum; förutom Fantomen innehöll denna tidning serier om Mandrake. Utöver dessa publikationer har ett flertal engångsutgåvor med Fantomen producerats.
Sedan 1960-talet har det pågått en omfattande licensproduktion för den svenska/skandinaviska marknaden där inblandade tecknare och manusförfattare fått det kollektiva smeknamnet "Team Fantomen". Bland de mest produktiva kreatörerna märks svenskarna Bertil Wilhelmsson, Janne Lundström, Hans Lindahl och Claes Reimerthi, liksom internationella serieskapare som Özcan Eralp, Jaime Vallvé, Donne Avenell, Norman Worker, Kari Leppänen, Romano Felmang och Tony De Paul.

#### Fantomenklubben
I Sverige bildades år 1950 föreningen Fantomenklubben, som åren 1961–1969 gick under namnet Fantomens Deckarklubb men därefter återgick till det ursprungliga namnet. Klubben finns ännu idag och ger vissa förmåner, bland annat rabatt på prenumerationsavgiften.

### Tyskland
Under 1970- och 1980-talet gav Bastei i dåvarande Västtyskland ut ett flertal Fantomentitlar. Dessa innehöll serier från samtliga befintliga källor (dagspress, serietidningsäventyr från Sverige, Italien och USA), men dessutom egenproducerat material.
Närmare ett hundratal Fantomenavsnitt producerades av Bastei, men inga av dessa har publicerats på svenska.

### USA
Trots att Fantomen är en amerikansk serie har den aldrig varit lika populär eller känd i hemlandet som i till exempel Skandinavien. Att det rör sig om en dagstidningsserie och inte en serietidningsfigur har säkerligen med saken att göra.
Försök att lansera amerikanska serietidningar med Fantomen har dock gjorts ett flertal gånger. I november 1962 startade den Fantomentidning som blev mest långlivad. Förlaget var ursprungligen Gold Key, men utgivningen gick sedan över till King Comics och slutligen till Charlton Comics innan den 1977 lades ner. De flesta serierna under Gold Key- och King-perioderna tecknades av Bill Lignante, som tidigare hade gjort en kort sejour på den vanliga Fantomenserien innan Sy Barry tog över. Lignantes serietidningsavsnitt var oftast baserade på gamla dagspressäventyr. De flesta har publicerats på svenska, men i tidningen X9 istället för i Fantomens egen tidningstitel. Tecknare som Jim Aparo och Don Newton gjorde dock minnesvärda insatser. 
År 1988 gjorde DC Comics ett försök med The Phantom, en miniserie i fyra delar av Peter David, Joe Orlando och Dennis Janke. Denna blev lyckad så en månadstidning startade året efter, med serier av Mark Verheiden och Luke McDonnell. Efter 13 nummer försvann dock även den på grund av dålig försäljning.
Även Marvel har gett ut Fantomenrelaterade serier. Dock har det främst rört sig om olika framtidsversioner av figuren. Först och främst kan nämnas en tidning baserad på den tecknade TV-serien Defenders of the Earth där Fantomen kämpar tillsammans med Mandrake och Blixt Gordon mot den onde kejsar Ming. Fyra nummer gavs ut under 1987.
En ny miniserie med en mer futuristisk Fantomen gavs ut i tre delar 1994–1995. Det var ett omfattande och ambitiöst projekt som dock inte blev populärt bland de gamla fansen och inte heller lyckades locka till sig många nya. Kort därefter gav Marvel istället ut en fyra nummer lång serieversion baserad på TV-serien Phantom 2040. Det mest minnesvärda med denna är att den tecknades av superhjälteserielegenden Steve Ditko.
Det enda amerikanska serieföretaget som publicerar Fantomen i USA idag är det lilla Moonstone Books. Huvudförfattare på deras version av Fantomen har varit Ben Raab, som började som Fantomenförfattare på den svenska tidningen.

## Fantomen på film
Fantomen har flera gånger synts på filmduken.
- Den hittills mest framgångsrika filmatiseringen av serien hade premiär juni 1996. Då hade filmen Fantomen premiär med Billy Zane i titelrollen. Skurken spelades av Treat Williams och skurkens högra hand av Catherine Zeta-Jones. Den producerades av Paramount Pictures.
- År 2009 gjordes en miniserie i två delar med titeln The Phantom och som handlar om den 22:e Fantomen, här spelad av Ryan Carnes. Denna filmatisering är dock inte lika trogen den tecknade serien.

## Fantomen i andra media
- Fantomen och eldfågeln Gandor är en ljudteater som gavs ut på LP-skiva 1972.
- Streaplers gav i samband med Fantomens 25-årsjubileum ut hyllningslåten "Kom hit, Fantomen" på en singel 1975.
- Trazan & Banarne spelade in sången "Fantomens brallor" på albumet Sångtajm med Trazan och Banarne 1977.[21]
- Björn Afzelius sjöng om Fantomen i låten "Morristown" på skivan Riddarna kring runda bordet 1987.
- Fantomen och Vampyrerna är en ljudteater utgiven på LP 1982, baserad på ett Fantomenäventyr av Lee Falk.
- Äventyrsmusikalen Fantomen var en musikal som uppfördes i Stockholm och gavs ut på LP-skiva 1985. Ett tecknat Fantomenäventyr med samma manus publicerades samma år under namnet Tempelskatten.
- TV-spelet Phantom 2040 gavs ut till Sega Mega Drive och Super Nintendo 1995.

## Svenska Fantomenprodukter
Alga gav ut sällskapsspelen Fantomenspelet under 1950-talet och Fantomen 1984.
I Sverige fanns under en tid en läskedryck med namnet Fantomenläsk. Denna läsk var ogenomskinlig och azurblå till färgen.
Det har även funnits Fantomens Lördagsgodis i påse med en blandning av diverse godissorter, tillverkad av före detta Nordchoklad (senare Candelia) i Kalmar. Nedre Norrlands producentförening (senare Milko) marknadsförde standardmjölk i förpackningar prydda med Fantomen med ett glas mjölk i handen i slutet av 1990-talet.
Mellan 1986 och 2009 fanns ett Fantomenland, en stor lekpark, på Parken Zoo i Eskilstuna.